# Koninginnenrit
Een Koninginnenrit of koninginnenetappe is in de wielersport een etappe in een meerdaagse wielerwedstrijd waarvan vooraf wordt verwacht dat deze zwaar zal zijn voor de renners, en de uitslag van de rit het algemeen klassement aanzienlijk zal gaan beïnvloeden. Een koninginnenrit bestaat meestal uit één of meerdere cols en de aankomst ligt vaak boven op een berg. De etappe wordt meestal gezien als een belangrijke en bijzonder prestigieuze om te winnen. In het Frans wordt ook wel gesproken van een étape reine (letterlijk "koninginnenetappe"). Het corresponderende woord in het Duits is Königsetappe (letterlijk "koningsetappe").

## Voorbeelden
In 2011 werd in de Ronde van Italië de 15e etappe genoemd als koninginnenrit. Deze etappe ging over vijf grote cols en er moesten bijna 6000 hoogtemeters worden overwonnen. Ook de 15e etappe van de Ronde van Spanje 2011, met aankomst op de beruchte Alto de El Angliru, werd gezien als de koninginnenrit in die ronde. In de Ronde van Frankrijk 2025 was het de 18e etappe met drie cols van de buitencategorie en aankomst op 2304 meter hoogte. 

Profiel 18e etappe Tour 2011